# Powelliphanta marchantii
Powelliphanta marchantii é uma espécie de gastrópode  da família Rhytididae.
É endémica da Nova Zelândia.